# 鞭檐犁头尖
鞭檐犁头尖（学名：Typhonium flagelliforme）为天南星科犁头尖属的植物。分布在缅甸、马来半岛、孟加拉、中南半岛、菲律宾、斯里兰卡、印度尼西亚、印度以及中国大陆的广西、云南、广东等地，生长于海拔100米至350米的地区，一般生长在山溪浅水中、水田、田边及其它湿地。

## 别名
半夏（广西马山、龙州）、田三七（广西贵县）、疯狗薯（广西宁明）、水半夏（广西）。

## 外部連結
- 水半夏, Shuibanxia （页面存档备份，存于） 藥用植物圖像數據庫 (香港浸會大學中醫藥學院) （繁體中文）（英文）
- 水半夏 Shui Ban Xia （页面存档备份，存于） 中藥標本數據庫 (香港浸會大學中醫藥學院) （繁體中文）（英文）